# Nathalie Eklund
Nathalie Eklund (ur. 8 stycznia 1992) – szwedzka narciarka alpejska, srebrna medalistka mistrzostw świata i mistrzyni świata juniorów.

## Kariera
Po raz pierwszy na arenie międzynarodowej Nathalie Eklund pojawiła się 15 grudnia 2007 roku w Funäsdalen, gdzie w zawodach FIS Race w gigancie zajęła 38. miejsce. W 2009 roku wystartowała na mistrzostwach świata juniorów w Garmisch-Partenkirchen, gdzie jej najlepszym wynikiem było 24. miejsce w slalomie. Jeszcze czterokrotnie startowała na imprezach tego cyklu, najlepszy wynik osiągając podczas mistrzostw świata juniorów w Quebecu w 2013 roku, gdzie w zawodach drużynowych zdobyła złoty medal. W występach indywidualnych była między innymi piąta w slalomie.
Największy sukces w karierze osiągnęła w 2013 roku, kiedy wspólnie z Fridą Hansdotter, Marią Pietilą-Holmner, Jensem Byggmarkiem, Mattiasem Harginem i André Myhrerem wywalczyła srebrny medal w zawodach drużynowych podczas mistrzostw świata w Schladming. Na tych samych mistrzostwach zajęła także szesnastą pozycję w slalomie. W Pucharze Świata zadebiutowała 13 listopada 2010 roku w Levi, gdzie nie zakwalifikowała się do pierwszego przejazdu w slalomie. Pierwsze pucharowe punkty zdobyła blisko dwa miesiące później - 11 stycznia 2011 roku we Flachau zajęła 24. miejsce w gigancie. Jak dotąd nie startowała na igrzyskach olimpijskich.

## Osiągnięcia

### Mistrzostwa świata
| Miejsce | Dzień     | Rok  | Miejscowość | Konkurencja | Czas biegu  | Strata  | Zwycięzca        |
| ------- | --------- | ---- | ----------- | ----------- | ----------- | ------- | ---------------- |
| 2.      | 12 lutego | 2013 | Schladming  | Drużynowo   | -           | -       | Austria          |
| 16.     | 16 lutego | 2013 | Schladming  | Slalom      | 1:39,85 min | +2,23 s | Mikaela Shiffrin |

### Mistrzostwa świata juniorów
| Miejsce | Dzień       | Rok  | Miejscowość       | Konkurencja | Czas biegu  | Strata  | Zwyciężczyni         |
| ------- | ----------- | ---- | ----------------- | ----------- | ----------- | ------- | -------------------- |
| 24.     | 1 marca     | 2009 | Ga-Pa             | Slalom      | 1:42,07 min | +4,70 s | Denise Feierabend    |
| DSQ2    | 2 marca     | 2009 | Ga-Pa             | Gigant      | 2:45,81 min | -       | Viktoria Rebensburg  |
| 36.     | 4 marca     | 2009 | Ga-Pa             | Supergigant | 1:19,80 min | +4,91 s | Viktoria Rebensburg  |
| 35.     | 6 marca     | 2009 | Ga-Pa             | Zjazd       | 1:19,60 min | +3,94 s | Marine Gauthier      |
| 34.     | 31 stycznia | 2010 | Region Mont Blanc | Supergigant | 1:32,21 min | +2,45 s | Marine Gauthier      |
| 11.     | 1 lutego    | 2010 | Region Mont Blanc | Slalom      | 1:34,47 min | +3,73 s | Christina Geiger     |
| 11.     | 5 lutego    | 2010 | Region Mont Blanc | Gigant      | 1:38,34 min | +1,46 s | Mona Løseth          |
| 14.     | 2 lutego    | 2011 | Crans-Montana     | Gigant      | 2:28,27 min | +4,80 s | Sara Hector          |
| DNF2    | 3 lutego    | 2011 | Crans-Montana     | Slalom      | 1:40,32 min | -       | Jessica Depauli      |
| 24.     | 5 lutego    | 2011 | Crans-Montana     | Supergigant | 1:28,23 min | +4,80 s | Elena Curtoni        |
| DNF2    | 1 marca     | 2012 | Roccaraso         | Slalom      | 1:42,69 min | -       | Stephanie Brunner    |
| 9.      | 3 marca     | 2012 | Roccaraso         | Gigant      | 2:45,02 min | +1,38 s | Ragnhild Mowinckel   |
| 5.      | 21 lutego   | 2013 | Québec            | Slalom      | 1:52,10 min | +0,81 s | Magdalena Fjällström |
| 15.     | 22 lutego   | 2013 | Québec            | Gigant      | 2:22,23 min | +2,20 s | Lisa-Maria Zeller    |
| 1.      | 23 lutego   | 2013 | Québec            | Drużynowo   | -           | -       | -                    |

### Puchar Świata

#### Miejsca w klasyfikacji generalnej
- sezon 2010/2011: 119.
- sezon 2011/2012: 91.
- sezon 2012/2013: 43.
- sezon 2013/2014: 65.
- sezon 2014/2015: 77.
- sezon 2015/2016: 88.

#### Miejsca na podium w zawodach
Eklund nigdy nie stanęła na podium zawodów Pucharu Świata.